# Железнодорожный транспорт в Москве
Железнодорожная сеть в Москве представлена десятью основными направлениями с девятью вокзалами (с восьми вокзалов осуществляется как пригородное, так и дальнее сообщение, два вокзала (Савёловский и Рижский) обслуживают только пригородные перевозки), Московской окружной железной дорогой (малым кольцом), частью Большого кольца МЖД, несколькими соединительными ветвями и рядом ответвлений, в основном однопутных, относительно небольшой длины, основная часть из которых полностью находится в черте города.
Все железные дороги Москвы относятся к Московской железной дороге, кроме Ленинградского направления, относящегося к бывшему Московскому региону Октябрьской железной дороги, которое тоже входит в Московский железнодорожный узел, имеет при этом ССВ с некоторыми направлениями Московской железной дороги. При этом цены и правила оплаты проезда в пригородных электричках одинаковы на всех направлениях без исключения, согласно правилам Московской железной дороги.
Также на территории новой Москвы расположена одна из крупнейших в России железнодорожная сортировочная станция Бекасово-Сортировочное.
В 1990-е — 2000-е годы ряд железнодорожных веток, обслуживавших промышленные предприятия, был закрыт в связи с выводом этих предприятий из города или серьёзным сокращением объёмов производства.

## Инфраструктура

### Пассажирское пригородное движение
Из Москвы осуществляется регулярное пассажирское пригородное беспересадочное движение от 9 вокзалов по 11 направлениям до 25 самых дальних остановочных пунктов на главных ходах, ответвлениях и участках БМО.
 Ленинградское:
- 1 Москва-Пассажирская — Тверь
- 2 Москва-Пассажирская — Конаково ГРЭС

 Горьковское:
- 3 Москва-Пассажирская-Курская — Владимир
- 4 Москва-Пассажирская-Курская — Балашиха
- 5 Москва-Пассажирская-Курская — Захарово
- 6 Москва-Пассажирская-Курская — Электрогорск

 Казанское и  Рязанское:
- 7 Москва-Пассажирская-Казанская — Черусти (Вековка: официально рейсы в/из Москвы назначаются в праздничные дни; фактически — два регулярных электропоезда в сутки из Москвы со стоянкой и сменой номера в Черустях)
- 8 Москва-Пассажирская-Казанская — Егорьевск (часть маршрута по БМО)
- 9 Москва-Пассажирская-Казанская - Рязань I; (Рязань II — рейсы только на Москву)

 Киевское:
- 10 Москва-Пассажирская-Киевская — Калуга I
- 11 Москва-Пассажирская-Киевская — Аэропорт (старая)
- 12 Москва-Пассажирская-Киевская — Кресты (часть маршрута по БМО; Детково — рейсы только на Москву)

 Курское:
- 13 Москва-Пассажирская-Курская — Тула-1 Курская

 Павелецкое:
- 14 Москва-Пассажирская-Павелецкая — Узуново (Узловая I — один экспресс по будням с Павелецкого вокзала и обратно)
- 15 Москва-Пассажирская-Павелецкая - Аэропорт-Домодедово

 Рижское:
- 16 Москва-Рижская — Шаховская (Муравьёво — один экспресс по выходным с Курского вокзала и обратно)

 Савёловское:
- 17 Москва-Бутырская — Савёлово
- 18 Москва-Бутырская — Дубна

 Смоленское:
- 19 Москва-Пассажирская-Смоленская — Гагарин
- 20 Москва-Пассажирская-Смоленская — Усово
- 21 Москва-Пассажирская-Смоленская — Звенигород

 Ярославское:
- 22 Москва-Пассажирская-Ярославская — Балакирево
- 23 Москва-Пассажирская-Ярославская — Фрязево
- 24 Москва-Пассажирская-Ярославская — Фрязино-Пассажирская
- 25 Москва-Пассажирская-Ярославская — Красноармейск

#### Соединительные ветви
Киевско-Белорусская соединительная ветвь
- Кутузовская
- Москва-Сити

   Алексеевская соединительная линия
- Савёловская
- Марьина Роща
- Рижская
- Площадь трёх вокзалов

Митьковская соединительная ветвь
- Митьково

### Основные линии
- Малое кольцо Московской железной дороги (Московское центральное кольцо) — 54 км в черте города, 31 остановочный пункт.
- Смоленское (Белорусское) направление Московской железной дороги — 16 км в черте города со станциями Москва-Пассажирская-Смоленская (Белорусский вокзал), Москва-Товарная-Смоленская, Фили, Кунцево-1 и четырьмя остановочными пунктами.
- Курское направление Московской железной дороги — 35 км в черте города со станциями Москва-Пассажирская-Курская (Курский вокзал), Москва-Товарная-Курская, Люблино-Сортировочное, Царицыно, Красный Строитель, Бутово и Щербинка, а также шестью остановочными пунктами.
- Горьковское направление Московской железной дороги — 14 км в черте города со станциями Москва-Пассажирская-Курская (Курский вокзал) (общая с Курским направлением) и Кусково, а также четырьмя остановочными пунктами.
- Казанское направление Московской железной дороги — 18 км в черте города со станциями Москва-Пассажирская-Казанская (Казанский вокзал), Москва-Товарная-Рязанская, Москва-Сортировочная-Рязанская и Перово, а также восемью остановочными пунктами.
- Киевское направление Московской железной дороги — 51 км в черте города (включая участки в черте Внуково и Новой Москвы) со станциями Москва-Пассажирская-Киевская (Киевский вокзал), Москва-Сортировочная-Киевская, Очаково, Солнечная, Внуково, Толстопальцево, Крёкшино, Бекасово-1, Аэропорт Внуково и восемью остановочными пунктами.
- Павелецкое направление Московской железной дороги — 21 км в черте города со станциями Москва-Пассажирская-Павелецкая (Павелецкий вокзал), Москва-Товарная-Павелецкая, Коломенское, Чертаново, Бирюлёво-Товарная и тремя остановочными пунктами. До 1992 года весьма эффективно выполняла функцию метрополитена, так как в черте Москвы поезда шли с минимальными интервалами.
- Рижское направление Московской железной дороги — 25 км в черте города (через станцию Подмосковная 21 км) со станциями Москва-Рижская (Рижский вокзал) и Тушино, остановочным пунктом Красный Балтиец на территории станции Подмосковная, бывшей станцией Покровское-Стрешнево, а также четырьмя остановочными пунктами.
- Савёловское направление Московской железной дороги — 19 км в черте города (из них 5 км по границе Москвы) со станциями Москва-Бутырская (Савёловский вокзал), Бескудниково и Марк, а также шестью остановочными пунктами. По остановочным пунктам Новодачная и Долгопрудная проходит граница Москвы (посёлок Северный) и Области.
- Ярославское направление Московской железной дороги — 14 км в черте города со станциями Москва-Пассажирская-Ярославская (Ярославский вокзал), Москва-3, Москва-Товарная-Ярославская и Лосиноостровская, а также четырьмя остановочными пунктами.
- Ленинградское направление Октябрьской железной дороги — 28 км в черте города (включая 8 км на территории Зеленограда) со станциями Москва-Пассажирская (Ленинградский вокзал), Ховрино и Крюково, а также десятью остановочными пунктами. Условно городским считается весь участок Москва — Крюково, хотя остановочный пункт Алабушево также находится на территории Москвы, а тариф «Центральный» действует только до станции Ховрино.
- Большое кольцо МЖД — 49 км в черте города (все в черте Новой Москвы) со станциями Пожитково, Бекасово-1, Бекасово-Сортировочное, Кресты, а также 11 остановочными пунктами.

| Линия                                       | Количество остановочных пунктов в границах Москвы                       |
| Белорусское направление МЖД                 | 7                                                                       |
| Курское направление МЖД                     | 13                                                                      |
| Горьковское направление МЖД                 | 6                                                                       |
| Казанское направление МЖД                   | 11                                                                      |
| Киевское направление МЖД                    | 17 (с учётом двух на линии в аэропорт Внуково).                         |
| Павелецкое направление МЖД                  | 8                                                                       |
| Рижское направление МЖД                     | 8                                                                       |
| Савёловское направление МЖД                 | 9                                                                       |
| Ярославское направление МЖД                 | 7                                                                       |
| Ленинградское направление (главный ход ОЖД) | 7                                                                       |
| Алексеевская соединительная линия           | 4 (платформы Савёловская, Марьина Роща, Рижская, Площадь трёх вокзалов) |
| Малое кольцо МЖД                            | 31                                                                      |
| Большое кольцо МЖД                          | 15 (с учётом станции Бекасово-1 на пересечении с Киевским направлением) |

### Соединительные ветви
- Алексеевская соединительная ветвь — 11 км от Курского до Белорусского вокзала с промежуточной станцией Каланчёвская и тремя остановочными пунктами. Имеет соединение с путями Рижского и Савёловского направлений. По ветви есть пассажирское движение.
- Митьковская соединительная ветвь — 4 км от Москвы-Товарной-Рязанской до Москвы-3 с промежуточной станцией Москва-2-Митьково. Существует ответвление на станцию Николаевка.
- Бирюлёвская соединительная ветвь (Курского и Павелецкого направлений) — 4 км от Царицыно до Бирюлёва-Товарного. Используется пассажирскими поездами, следующими с юга (Ростов — Воронеж — Мичуринск) на главный ход Октябрьской ж.д. (Санкт-Петербург, Мурманск) и обратно транзитом через Москву.
- Соединительная ветвь Казанского/Рязанского и Горьковского направлений — 2 км между станциями Перово и Кусково, частично демонтирована.

Малое кольцо МЖД имеет соединительные ветви со всеми направлениями, по сторис из которых осуществляется движение поездов дальнего следования.

### Прочие действующие ветви
- Сортировочная станция Бекасово-Сортировочное с множеством соединительных ветвей, ведущих в парки станции.
- Щербинское испытательное кольцо и ответвление на него.
- Ветви на станцию Бойня от станции Перово Казанского направления и станции Угрешская Малого кольца МЖД.
- Симоновская ветка ППЖТ от станции Бойня до завода «Динамо».
- Ветви на станцию Москва-Южный порт от станции Люблино Курского направления и станции Угрешская Малого кольца МЖД.
- Электрозаводская ветка — 3,8 км от станции Черкизово Малого кольца МЖД до Электрозавода (МЭЛЗ, АТЭ). До конца 1980-х годов была электрифицирована по трамвайному типу.
- Подъездной путь ТЭЦ-23 — 3,1 км от станции Черкизово Малого кольца МЖД. Есть ответвления, в том числе на Черкизовский завод Метростроя.
- Подъездной путь к Московскому коксогазовому заводу («Москокс») в городе Видное, с промышленной станцией Обменная на территории Москвы.
- Путь к поселку Грибки.
- Подъездной путь станции Медведково ППЖТ «Промжелдортранс».
- Ховринская ветка с промышленной станцией Бусиново (в том числе подъездной путь ТЭЦ-21 и ТЭЦ-28).
- Очаковская ветка (в том числе подъездной путь ТЭЦ-25).
- Тушинская ветка (подъездной путь ММПО им. Чернышева).
- Усовская ветка (с 1926 года), начинается от станции Кунцево-1 Белорусского направления (отделяясь от основного хода у платформы Рабочий Посёлок). На территории Москвы находится 2,3 км этой ветки со станцией Кунцево-2 (пассажирское движение), а также 0,9 км ответвления пути на территории Рублёва с одноимённой грузовой станцией.
- Подъездной путь завода «Серп и Молот».
- Подъездной путь Курчатовского института.
- Подъездной путь ГКНПЦ им. М. В. Хруничева.
- Подъездной путь Московского трубного завода и Хладокомбината № 8.
- Перовский куст путей.
- Подъездной путь Алексеевской соединительной ветви к Вагонному участку центрального направления (Правительственному спецвокзалу).

### Закрытые железные дороги
- Линия Нижегородского вокзала (1861—1950-е годы). В 1861—1896 годы использовалась для отправления поездов на Владимир и Нижний Новгород, с 1896 — товарная станция. Ликвидирована в 1950-х годах в результате застройки района.
- Шереметьевская соединительная ветвь (другое название — Передаточная ветвь Виндавской железной дороги[1]), соединяла Николаевскую железную дорогу с Виндавским направлением через мост вблизи современного Останкинского путепровода[2][3].
- Ветка к Свердловскому плодоовощному объединению, проходила между Бескудниково и Дегунино[4].
- Бескудниковская ветка (1900—1987) длиной 8,5 км соединяла станции Бескудниково Савёловского направления и Лосиноостровская Ярославского направления, закрыта летом 1987 года.

- Брянская соединительная ветвь (1907—1998) полной длиной 7,2 км соединяла пути Белорусского и Киевского направлений между станциями Москва-Товарная-Смоленская (первоначально от Брянского поста) и Москва-Пассажирская-Киевская. От неё существовало ответвление к пивоваренному заводу имени Бадаева (1,7 км) вдоль набережной Тараса Шевченко.
- Ветка Очаково — Очаково-2 (1949—2006) имела длину 5,4 км (почти половина параллельно основным путям Киевского направления вплоть до платформы Матвеевская). Существовало ответвление к МГУ со станцией Ленгоры (использовалось при строительстве высотки университета в 1949—1953 годах, позже предприятиями, закрыто в 2002 году) длиной 3,2 км (считая от горловины станции Очаково-2). Закрыта в связи с выводом обслуживаемых веткой предприятий и строительством новых корпусов МГУ и жилых зданий.
- Лизинская ветка (1915—1950-е годы). Грузовая станция Лизино использовалась несколькими предприятиями Симоновской слободы (сейчас — Даниловский район), в том числе заводом «Динамо» и ЗИЛ.
- Краснобогатырская ветка (построена, вероятно, в 1910-х, закрыта в 2006 году) — первоначально имела длину около 5 км и заканчивалась на территории завода «Изолит», проходя по мосту через реку Яузу и пересекая улицу Богородский Вал напротив современного здания Мосгорсуда. Участок от завода «Красный богатырь» до завода «Изолит» был разобран в конце 1960-х годов. Оставшийся участок ветки длиной 2,7 км соединял завод «Красный богатырь» со станцией МК МЖД Белокаменная. На начало 2007 года недействующий путь сохранялся примерно на половине длины ветки.
- Канатчиковская ветка (1918—1998), отходила от станции «Канатчиково» Окружной железной дороги к заводу «Красный пролетарий» и институту ЭНИМС. Часть путей была ликвидирована при застройке района улицы Вавилова в 1950-х, использование оставшихся было прекращено в 1998 году, вскоре они были демонтированы.

- Октябрьская ветка до станции Октябрьские Казармы, ответвление — подъездной путь ММЗ «Знамя труда» (построена в начале XX века, в основном демонтирована в 2004—2006 годах, оставшийся участок на 2-м Хорошёвском проезде демонтирован в апреле 2013 года).
- Подъездной путь ситценабивной фабрики в Кожевниках (закрыт в 2002). Ответвление в начале Павелецкой железной дороги, не использовался с конца 1990-х.
- Подъездной путь совхоза «Коммунарка» (построен, вероятно, в конце 1950-х, не использовался с конца 1970-х, окончательно заброшен в конце 1980-х).
- Подъездной путь от станции Белокаменная к объекту «Арсенал-59». Пролегает по национальному парку «Лосиный остров». Не используется с 2014 года.

### Закрытые дороги вМосковской области
В середине 1990-х были закрыты следующие участки пригородного сообщения:
- 1996. Нахабино — Павловская Слобода. Движение прекращено, к 2008 году полностью демонтирована в связи со строительством коттеджных поселков.
- 1997. Люберцы — Дзержинский, прекращено пассажирское движение.
- 1997. Мытищи — Пирогово (берег Пироговского водохранилища, ответвление Ярославского направления). Ветка разобрана к 2001 году.